# デスパレートな妻たち
『デスパレートな妻たち』（デスパレートなつまたち、原題: Desperate Housewives）は、2004年から2012年にかけてアメリカ合衆国のABCで放送されていたテレビドラマ。全8シーズン、180話。

## 概要
本作は、郊外のウィステリア通りに住む“お盛んな”女性たちが巻き起こす波瀾万丈なエピソードの数々を、サスペンス、ミステリー、コメディ、お色気の要素を交えて強烈に描くコメディ・タッチのドラマである。
原題にある「desperate」には「自暴自棄の」「死に物狂いの」「絶望的な」などの意味があり、「housewives」は「housewife（主婦）」の複数形である。
本国アメリカでは視聴者数ランキングの上位に位置していた人気ドラマであり、アルゼンチン、コロンビア、エクアドルではそれぞれリメイク版も存在する。主婦向けのドラマではあるが、男性にも人気が高いドラマである。
シーズン1より、アワード番組の裏でも高視聴率を稼ぎ続けたため、「The Awards Show Killers」の異名を取った。また、本作および『The O.C.』などにインスパイアされて生まれた『The Real Housewives』というリアリティ・シリーズもある。
シーズン1のアメリカでの平均視聴者数は約2370万人で、シーズン1最終話は3000万人以上が視聴。最終シーズン（シーズン8）には平均約1040万人まで下がったものの、2012年5月13日放送の最終回（2時間）では前週より200万人増の約1112万人の視聴者（週間ランキング第14位）を獲得し、やや盛り返した。

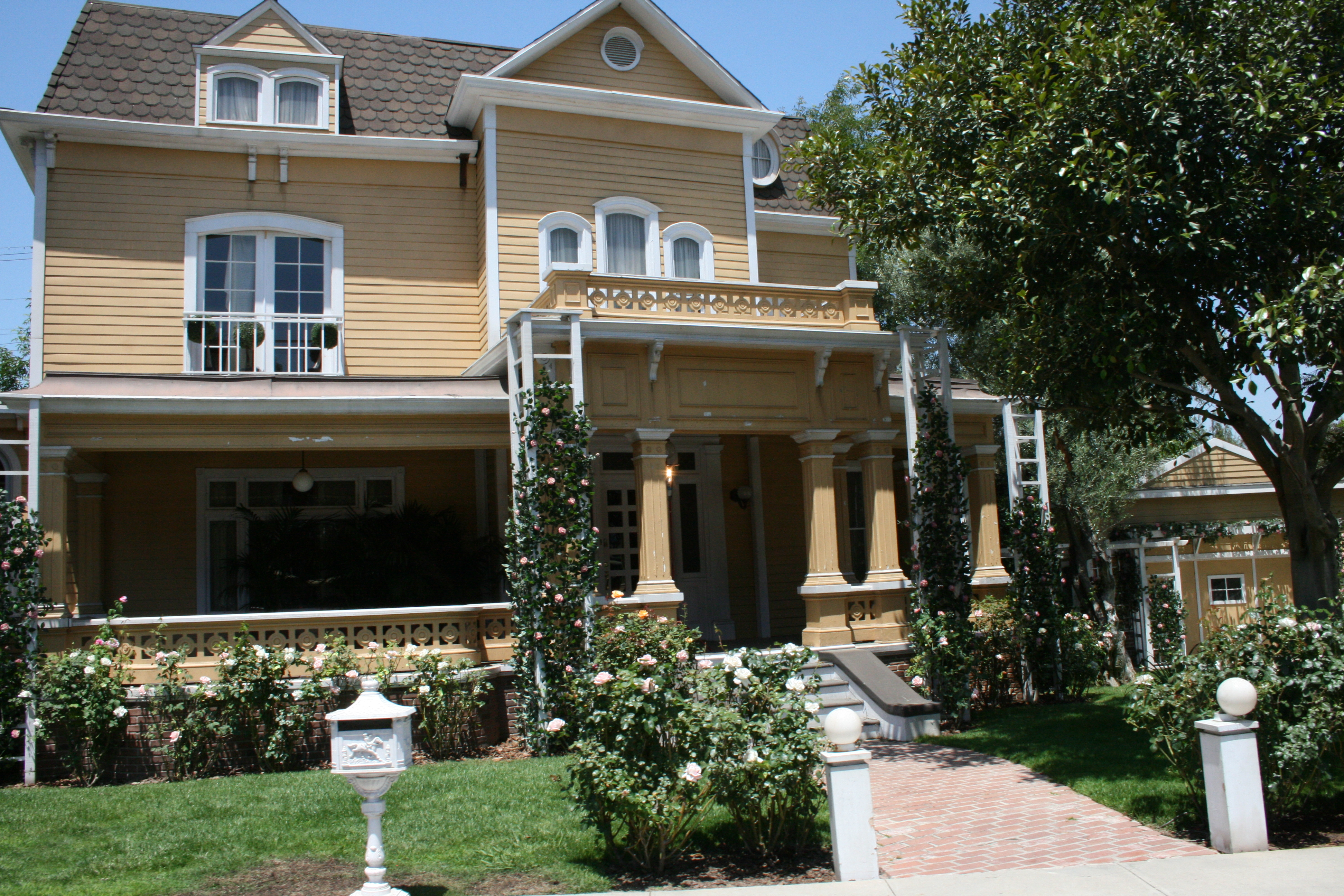
ウィステリア通り

舞台となるフェアビュー市およびウィステリア通りはどこにでもありそうな名称ではあるが、本作独自の架空の町・通りで、「イーグル・ステート」（鷲州）という架空の州に属している。ちなみに、ウィステリア通りの「ウィステリア（wisteria）」とは藤のことで、花言葉は「恋に酔う、陶酔」など。
クリエイターのマーク・チェリーは本作をABCに売り込む際、「3シーズン分のネタがあります」と豪語したが、実際には2か月で使い果たしてしまったという。それでも、リピート放送によってもたらされる連続ドラマの難を緩和するため、当初予定されていた22話を23話に増やし、総集編スペシャルも放送することになった。
2005年、エミー賞で主演女優3人が同時に候補にあがり、その内リネット役のフェリシティ・ハフマンがシーズン1で受賞している。ゴールデングローブ賞ではスーザン役のテリー・ハッチャーが受賞。また、ゴールデングローブ賞では翌年に4人全員が候補になった（ただし、受賞したのはメアリー＝ルイーズ・パーカー。彼女は当初スーザン役に想定されており、この時受賞した『Weeds 〜ママの秘密』は出演を断った番組であった）。
シーズン4は全米脚本家組合ストライキ事件の影響で全17話しか製作されなかった。

## キャストと登場人物
以下は、シーズン1からシーズン8の全シーズンにて、2つ以上のエピソードに出演し名前がクレジットされた出演者たちの一覧である。
レギュラーキャスト・準レギュラーキャストについては、各エピソード内でのクレジットに表示された順を基本として並んである。
|  | レギュラー（Starring） |

|  | 準レギュラー（Also starring） |

|  | ゲスト（Guest starring） |

### メインキャスト
| 役 名                    | 俳 優                    | 出演シーズン | 出演シーズン | 出演シーズン | 出演シーズン | 出演シーズン | 出演シーズン | 出演シーズン | 出演シーズン |
| 役 名                    | 俳 優                    | 1            | 2            | 3            | 4            | 5            | 6            | 7            | 8            |
| スーザン・デルフィーノ   | テリー・ハッチャー       |              |              |              |              |              |              |              |              |
| リネット・スカーボ       | フェリシティ・ハフマン   |              |              |              |              |              |              |              |              |
| ブリー・バン・デ・カンプ | マーシャ・クロス         |              |              |              |              |              |              |              |              |
| ガブリエル・ソリス       | エヴァ・ロンゴリア       |              |              |              |              |              |              |              |              |
| メアリー・アリス・ヤング | ブレンダ・ストロング     |              |              |              |              |              |              |              |              |
| イーディ・ブリット       | ニコレット・シェリダン   |              |              |              |              |              |              |              |              |
| キャサリン・メイフェア   | ダナ・デラニー           |              |              |              |              |              |              |              |              |
| レネ・ペリー             | ヴァネッサ・ウィリアムス |              |              |              |              |              |              |              |              |
| アンジー・ボーレン       | ドレア・ド・マッテオ     |              |              |              |              |              |              |              |              |
| ベティ・アップルワイト   | アルフレ・ウッダード     |              |              |              |              |              |              |              |              |

### レギュラーキャスト
| 役 名                          | 俳 優                          | 出演シーズン | 出演シーズン | 出演シーズン | 出演シーズン | 出演シーズン | 出演シーズン | 出演シーズン | 出演シーズン |
| 役 名                          | 俳 優                          | 1            | 2            | 3            | 4            | 5            | 6            | 7            | 8            |
| マイク・デルフィーノ           | ジェームズ・デントン           |              |              |              |              |              |              |              |              |
| レックス・バン・デ・カンプ     | スティーブン・カルプ           |              |              |              |              |              |              |              |              |
| カルロス・ソリス               | リカルド・アントニオ・チャビラ |              |              |              |              |              |              |              |              |
| ポール・ヤング                 | マーク・モーゼス               |              |              |              |              |              |              | ※1           |              |
| ジュリー・メイヤー             | アンドレア・ボーウェン         |              |              |              |              |              |              |              |              |
| ジョン・ローランド             | ジェシー・メトカーフ           |              |              |              |              |              |              |              |              |
| ザック・ヤング                 | コーディ・カッシュ             |              |              |              |              |              |              |              |              |
| トム・スカーボ                 | ダグ・サヴァント               |              |              |              |              |              |              | ※1           |              |
| カール・メイヤー               | リチャード・バージ             |              |              |              |              |              |              |              |              |
| オーソン・ホッジ               | カイル・マクラクラン           |              |              |              |              |              |              |              |              |
| デーブ・ウィリアムズ           | ニール・マクドノー             |              |              |              |              |              |              |              |              |
| アンドリュー・バン・デ・カンプ | ショーン・パイフロム           |              |              |              |              |              |              |              |              |
| アナ・ソリス                   | マイアラ・ウォルシュ           |              |              |              |              |              |              |              |              |
| カレン・マクラスキー           | キャスリン・ジューステン       |              |              |              |              |              | ※2           |              |              |
| リー・マクダーモット           | ケヴィン・ラーム               |              |              |              |              |              |              |              |              |
| ボブ・ハンター                 | タック・ワトキンス             |              |              |              |              |              |              |              |              |
| チャック・バンス               | ジョナサン・ケイク             |              |              |              |              |              |              |              |              |
| ホワニータ・ソリス             | マディソン・デ・ラ・ガーザ     |              |              |              |              |              |              |              |              |
| ベン・フォークナー             | チャールズ・メジャー           |              |              |              |              |              |              |              | ※3           |

### 準レギュラーキャスト
| 役 名                      | 俳 優 | 出演シーズン | 出演シーズン | 出演シーズン | 出演シーズン | 出演シーズン | 出演シーズン | 出演シーズン | 出演シーズン |
| 役 名                      | 俳 優 | 1            | 2            | 3            | 4            | 5            | 6            | 7            | 8            |
| ダニエル・バン・デ・カンプ | ジョイ・ローレン |              |              |              |              |              |              |              |              |
| マシュー・アップルワイト   | メッカド・ブルックス |              |              |              |              |              |              |              |              |
| ポーター・スカーボ         | シェーン・キンズマン（1~4） →チャーリー・カーヴァー（5~8）                                                                                      | ※4           | ※4           | ※4           | ※4           | ※5           | ※5           | ※5           |              |
| プレストン・スカーボ       | ブレント・キンズマン（1~4） →マックス・カーヴァー（5~8）                                                                                        | ※4           | ※4           | ※4           | ※4           | ※5           | ※5           | ※5           |              |
| パーカー・スカーボ         | ゼーン・ヒュエット（1~4） →ジョシュア・ローガン・ムーア（5~8）                                                                                  |              |              |              |              |              | ※5           |              |              |
| ジョージ・ウィリアムズ     | ロジャー・バート |              |              |              |              |              |              |              |              |
| ケイレブ・アップルワイト   | ページ・ケネディ→ナショーン・キヤース |              |              |              |              |              |              |              |              |
| オースティン・マカン       | ジョシュ・ヘンダーソン |              |              |              |              |              |              |              |              |
| ディラン・メイフェア       | リンジー・フォンセカ |              |              |              |              |              |              |              |              |
| ケイラ・スカーボ           | レイチェル・G・フォックス |              |              |              |              |              |              |              |              |
| ペニー・スカーボ           | ディラン&ジョーダン・クライン（1）→ダリエン&キルスティン・ピンカートン（2~4）→ケンダル・アップルゲイト（5~6）→ダーシー・ローズ・バーンズ（7~8） | ※6           | ※6           | ※6           | ※6           |              |              |              |              |
| ニック・ボーレン           | ジェフリー・ノードリング |              |              |              |              |              |              |              |              |
| ダニー・ボーレン           | ボー・マーショフ |              |              |              |              |              |              |              |              |
| MJ・デルフィーノ           | メイソン・ヴェール・コットン（5~） |              |              |              | ※6           |              |              |              |              |

- 備考

※1：シーズン7においては、ダグ・サヴァント→マーク・モーゼスの順でのクレジット。
※2：シーズン6最終エピソードのみ、準レギュラー（Also Starring）ではなくレギュラー（Starring）での出演。
※3：シーズン8第11エピソードより、準レギュラー（Also Starring）からレギュラー（Starring）へ昇格。
※4：シーズン1〜4においては、ブレント・キンズマン→シェーン・キンズマンの順でのクレジット。
※5：シーズン5第1エピソード・シーズン6最終エピソード・シーズン7第15エピソードのみ、ブレント&シェーン・キンズマンがゲストキャストとして再登場。同様にシーズン6最終エピソードのみ、ゼーン・ヒュエットがゲストキャストとして再登場。
※6：子役のためクレジットなし。

## 登場人物
- 「演」は俳優名、「声」は日本語吹替え版の声優

### 主要人物
スーザン・デルフィーノ（Susan Delfino）
演：テリー・ハッチャー、声：萬田久子
絵本作家。前夫カール・メイヤーと離婚後は娘と二人暮らし。そそっかしく料理が壊滅的に下手。いわゆる天然キャラで、よくトラブルを招く。また、お節介焼きで好奇心旺盛なため、作中で探偵的ポジションに立つことが多い。離婚後も前夫の浮気の痛手が癒えず苦しんでいたが、近所にマイクが引っ越してきてから恋心を取り戻し、恋愛関係に。一旦はイギリス人イアンと婚約するも、紆余曲折を経てマイクと結婚。シーズン7では経済的事情でウィステリア通りを離れることになってしまう。最終シーズンでは、孫が出来る。
リネット・スカーボ（Lynette Scavo）
演：フェリシティ・ハフマン、声：唐沢潤
元キャリアウーマン。幼児4人の母で子育てに悪戦苦闘する。人心操作術はお手のもので、家庭内でも子供たちや夫トムに対してそれを行使している。夫トムの失業によって広告業界に復帰するが、トムが夢だったピッツェリアを開くのを機に退職、店長として店を手伝う。夫の隠し子を引き取ったり、レストラン経営の厳しさなどから夫婦関係がこじれたりする中、悪性腫瘍が見つかり闘病生活が始まる。シーズン4で見事病気を克服するが、シーズン5では成長し思春期を迎えた子どもたちとの関係で新たな悩みを抱える。シーズン6では再び双子を妊娠してることが発覚。しかし、妊娠の嬉しさが湧かないことに苦しむ。最終シーズンでは、孫が出来る。リネットとは、フランス語で「可愛い子」を表す名前。
ブリー・バン・デ・カンプ（Bree Van de Kamp）
演：マーシア・クロス、声：渡辺美佐
お嬢様育ちのカリスマ主婦。完璧主義者。家事に関してはかなり神経質な面も持つが、セクシーで大胆な一面も。夫と十代の子供達の暴走によって崩壊してゆく「理想の家庭」像を必死に守ろうとする。夫レックスの死後は色々な男性と交際するが、その都度トラブルに巻き込まれ、再婚相手オーソンの持つ秘密にも振り回される。シースン4では高校生の娘が妊娠、スキャンダルを隠すため自らが妊娠を装うことを決心する。シーズン5では料理の腕前を活かしビジネスに着手、一転してキャリアウーマンとなっている。第6シーズン終盤に会社は奪われるが、最終話では政治家になっている。ブリーとは、「強さ」を意味するアイルランド系の名前。
ガブリエル・ソリス（Gabrielle Solis）
演：エヴァ・ロンゴリア、声：日野由利加
ニューヨークで活躍していた元トップモデル。物質主義者で、欲しい物は手に入れないと気がすまない性格。実業家でリッチな夫カルロスとの夫婦生活に不満を持ち、自宅で庭師のアルバイトをする高校生のジョンと不倫。改心した後は夫の望みを叶えるため子供を持とうとするが、今度は夫が不倫したことに怒り離婚する。再婚相手には市長候補ビクターを選び、彼の当選によってフェアビューのファーストレディとなるが、シーズン4では元夫カルロスとの不倫関係に興じ、最終的には復縁する。しかし、ある事件でカルロスが失明し、さらにシーズン5では二人の子持ちの母親となって所帯じみ、富や名誉、美貌などを喪失していく。最終シーズンでは、養父を殺したことに対して怯える日々をすごす。ガブリエルとは、「神は我が力」という意味のヘブライ語による名前。
イーディ・ブリット（Edie Britt）
演：ニコレット・シェリダン、声：安達忍
不動産業者。金髪のセクシーなお色気系。男好き。思ったことをズバっと言い放つため無神経に取られがちだが、実は核心を突いていることが多い。友人関係の構築が苦手で、特にスーザンとはことごとく同じ男に恋をするせいで微妙な関係にある。カール、マイク、カルロス、と友人たちの昔の男と次々に交際し、スーザンやガブリエルに恨まれる。愛のない孤独な生活に疲れ、自ら死を選ぼうとするが、自殺に気付いたカルロスによって助けられて一命を取り留めた。その後、とあることによってスーザンたち4人から絶交宣言をされてしまい、ウィステリア通りを離れることを余儀なくされた。シーズン5第1話では新しい夫デーヴ・ウィリアムズと共にウィステリア通りに戻ってくる。車の事故で死亡してしまう。
メアリー・アリス・ヤング（Mary Alice Young）
演：ブレンダ・ストロング、声：小山茉美
ドラマのナレーター役。スーザンたち4人の友人であったが、物語の冒頭で謎の自殺を遂げる。それ以降も、回想シーンでたびたび登場している。
キャサリン・メイフェア（Katherine Mayfair）
演：ダナ・デラニー、声：野沢由香里
シーズン4から登場した主婦。ブリーと肩を並べるほどの家事の腕前を持つ。一人娘がいる。以前もウィステリア通りに住んでおりスーザンとは家族ぐるみの付き合いをしていたが、一度引っ越して音信不通となった後、久々にウィステリアへと戻ってきた。しかしどこか挙動不審であり、当時引っ越したのにも深い訳があった。シーズン5ではマイクと付き合うようになり、結婚直前までいくが、シーズン6序盤でマイクがスーザンと再婚したことで精神が破綻。異常行動に出るようになる。第6シーズン途中でフェアビューから去るが、シリーズ最終回で再登場する。キャサリンとは、古代ギリシャにおいて「純潔」を意味する名前。
アンジー・ボーレン（Angie Bolen）、別名、アンジェラ・デ・ルーカ（Angela de Luca）
演：ドレア・ド・マッテオ、声：勝生真沙子
シーズン6に登場する、イタリア系ニューヨーカーで、さっぱりとした性格。背中に大きな火傷の痕がある。夫と一人息子を連れてウィステリア通りに引越してくる。
レネ・ペリー（Renee Perry）
演：ヴァネッサ・ウィリアムズ、声：五十嵐麗
シーズン7から登場するリッチなセレブ。リネットとは大学時代ルームメイトだった。プロ野球選手の夫と離婚し、ウィステリア通りに引っ越してくる。小人恐怖症。ナルシストで、ストレートにものを言うが、リネットの夫トムを密かに想っている。リネットと共にインテリアデザイナーの事業を始める。

### スーザンの関係者

#### シーズン1
ジュリー・メイヤー（Julie Mayer）
演：アンドレア・ボーウェン、声：本名陽子
スーザンの娘。明るくしっかり者で成績優秀。スーザンのよき相談相手。しかし、たまに親には普通言わないようなことまではっきり言ってしまう。（スーザンが、マイクとの初デートの日。「復活が私の初体験より前でよかったね。」等）のち、ザックやオースティンなど、恋人を持つたびに母親の気を揉ませる。イーディ宅への放火容疑でマーサフーバーから脅されていたことを母親より相談を受け、犯行現場に落ちていた計量カップを取り返しに不法侵入したり、ザックが精神病院に入らされた時も、理由をさぐるために、潜入するという大胆な一面もある。（すべてスーザンの頼みであるが）突拍子のない行動や言動がなく、作中においてマクラスキーさん共々数少ないまともなキャラクターである。シーズン6序盤で、何者かに首を絞められ昏睡状態に陥る。シリーズ最終回では、娘を出産してウィステリア通りを出て行く。
マイク・デルフィーノ（Mike Delfino）
演：ジェームズ・デントン、声：家中宏
スーザンの2番目の夫で配管工。セクシーなボディと容姿の持ち主で、スーザンとイーディをとりこにする。古い映画好き。なくなった妻から託されたシェパードのボンゴを飼っている。ノアに頼まれ、失踪した元恋人ディアドラを捜すためウィステリア通りに引っ越してきた。実はポールの息子、ザックの実父であり、ポールとは何かと対立する。一時期は薬物依存症になっていたこともある（シーズン4、現在は克服）。スーザンと付き合って3年、3度の破局を乗り切りついに結婚するが、シーズン5の冒頭では離婚している。その後、キャサリンと交際を始めるが、結局はスーザンと再婚。しかし、シーズン6終盤で巨額の借金を抱えていることが発覚。シーズン7では借金返済のため、アラスカへ出稼ぎに行かなければならなくなる。最終シーズンでは、金銭トラブルにまつわる揉め事に巻き込まれて殺害される。
カール・メイヤー（Karl Mayer）
演：リチャード・バージ、声：菅生隆之
スーザンの最初の夫で弁護士。ジュリーの父親。自分の不倫が原因で離婚した。養育費の支払いをしていないにもかかわらず、浮気相手の彼女ブランディと別荘を買うなど、スーザンをたびたび切れさせる。その後、ブランディの浮気により、別れスーザンとの復縁を迫る。スーザンとの結婚中にもイーディと浮気の経験あり。シーズン2ではイーディと付き合いながらスーザンと偽装結婚、さらに復縁を迫る。シーズン6ではブリーと不倫関係になるが、セスナ事故に巻き込まれて死亡する。
ノア・テイラー（Noah Taylor）
演：ボブ・ガントン、声：稲垣隆史
ディアドラの父親。大富豪。脳腫瘍で死期が近づいてきている。マイクに娘の行方を追わせ、必要な資金や情報を提供している。
ケンドラ・テイラー（Kendra Taylor）
演：ヘザー・スティーブンス、声：松谷彼哉
ノアのもう一人の娘でディアドラの妹。マイクの家を訪れた時、スーザンにマイクの恋人と勘違いされる。
ディアドラ・テイラー（Deirdre Taylor）
演：ジョリー・ジェンキンス
マイクのかつての恋人。現在は行方不明。麻薬ディーラーをしており、自身も薬物中毒だった。ザックの実母で、お金欲しさにザックをメアリー・アリス夫妻に売り渡すが、それがメアリー・アリスの自殺の原因となる。
ソフィー・ブレマー（Sophie Bremmer）
演：レスリー・アン・ウォーレン、声：天地総子
スーザンの母親。4度の離婚歴がある。十代で既婚の上司アディソンと不倫し、スーザンを妊娠・出産。娘には父親はヴェトナム戦争で戦死したと教えていた。同棲相手のモーティと喧嘩して家出、娘の家に居候する。後にモーティと復縁し彼と5度目の結婚をする。その披露宴のスピーチで実父の存在を告白し、スーザンを激怒させる。第7シーズンにスーザンの見舞いに来る形で再登場するが、乳癌である事が判明した。
モーティ・フリックマン（Morty Flickman）
演：ボブ・ニューハート、声：近石真介
ソフィーの現在の夫。パンケーキ・ショップのオーナー。長年同棲してきたソフィーから一方的に離別を突きつけられるが、後に復縁し結婚、スーザンの継父となる。

#### シーズン2
アディソン・プルーディ（Addison Prudy）
演：ポール・ドゥーリー、声：大塚周夫
スーザンの実父。現在は近所で飼料店を営んでいる。現在の妻と結婚直後に部下だったソフィーと不倫するが、彼女との間に出来た娘スーザンの存在は知らなかった。いきなり娘だと名乗るスーザンに困惑し心臓発作を起こす。女好きでソフィーとの不倫後も何人か愛人がいた。買春容疑がかかり、スーザンに保釈を頼む。
キャロル・プルーディ（Carol Prudy）
演：ジョイス・ヴァン・パタン、声：京田尚子
アディソンの妻。嫉妬深い性格で、スーザンとアディソンが浮気をしていると勘違いし、スーザンの家のガレージに「あばずれ」と落書きをする。
ロン・マクリディー（Ron McCready）
演：ジェイ・ハリントン、声：村治学
年若い外科医。スーザンと交際を始める。彼女の脾臓摘出手術を執刀した際、麻酔で朦朧としたスーザンの口から「愛してるわマイク」という言葉を聞き、さらにカールとの偽装再婚も知って彼女の気持ちを疑いだす。一度はスーザンの言い訳を信じるも、カールの策略でマイクが別れたばかりの元恋人と気づき、スーザンと別れる。

#### シーズン3
イアン・ヘインズワース（Ian Hainsworth）
演：ダグレイ・スコット、声：銀河万丈
編集者。イギリスの上流階級出身。昏睡状態の妻ジェーンを看病しており、病院で同じ付添い仲間のスーザンと知り合う。イーディにマイクを奪われたスーザンと交際を始め、妻の死後婚約にこぎつける。スーザンとマイクとの過去に嫉妬している。記憶の戻ったマイクとスーザンが互いに惹かれるのを見て、スーザンの許を去る。

#### シーズン4
ニック・デルフィーノ（Nick Delfino）
演：ロバート・フォスター
マイクの父親。殺人を犯して終身刑に服している。マイクはスーザンに父親は死んだと言っていたが、スーザンの妊娠を機に生きていることが明るみに出た。面会で殺人を犯したことを後悔していないと言い切り、スーザンを怒らせた。
アデール・デルフィーノ（Adele Delfino）
演：セリア・ウェストン
マイクの母親。南部出身で伝統的な価値観を重んじる女性。スーザンの欠点を事あるごとにあげつらい、スーザンを苛立たせる。マイクも頭が上がらない。
ティム・ブレマー（Tim Bremmer）
演：クリス・カーマック
スーザンの従弟。会計士で、薬物治療中のマイクの代わりにデルフィーノ家の税金処理をする。16歳の時にスーザンの家に滞在していたころ、近所に住んでいたキャサリンと関係を持っており、戻ってきたキャサリンと再び関係を持った。
メイナード・ジェームス・デルフィーノ （Maynard James Delfino）通称　MJ
スーザンとマイクの息子。最初は「コナー」という名前がつけられるはずだったが、出生直後に死んだマイクの母方の祖父の名前と父方の祖父の名前を受け継ぐことになった。シーズン5で私立小学校に入学し、母スーザンもそこで美術教師をすることになる。第6シーズンでは、勉強もスポーツも苦手でトランプも弱いことがスーザンの口から語られた。

### リネットの関係者

#### シーズン1
トム・スカーボ（Tom Scavo）
演：ダグ・サヴァント、声：郷田ほづみ
リネットの夫。社内恋愛で結婚。もともとリネットの方が仕事ができていたようだ。妻とは対照的に楽天的な性格。広告業界に見切りをつけ、妻と共にピッツェリアを開くが、経営が苦しく夫婦間でいさかいが絶えない。経営難により惜しくもピザ屋を閉店し、その後、大学に通いだすがすぐに辞め、リネットの代わりに働く。最終シーズンでは、リネットとは別居状態にある。
プレストン&ポーター・スカーボ（Preston & Porter Scavo）
演：シェーン&ブレント・キンズマン（シーズン1〜4）→マックス&チャーリー・カーヴァー（シーズン5〜8）、声：かないみか（シーズン1〜4）→羽多野渉（シーズン5〜）
一卵性双生児の長男と次男。軽度の注意欠陥障害で、度の過ぎた腕白ぶりを発揮する。小学校での悪がきぶりにより、退学寸前だったが、ブリーのコネとリネットの計略で私立の名門小学校バークリフ学院へ入学。学芸会では木の役を受ける。母親へ手作りのマグカップを作る、母親想いな一面も。シーズン4では、トムの店の向かいに店を開くことになったリックが母リネットを誘惑していると知り、ケイラの唆しに乗ってリックの店に放火した。シーズン4終盤に5年が経過すると高校生になっており、どちらも警察の世話になるほどの不良になっている。最終シーズンでは、ポーターはジュリーを妊娠させ父になることを決意する。
パーカー・スカーボ（Parker Scavo）
演：ゼーン・ヒュエット（シーズン1〜4）→ジョシュア・ローガン・ムーア（シーズン5〜8）、声：こおろぎさとみ（シーズン1〜4）→成瀬誠（シーズン5〜）
三男。双子の兄と年子で一緒に腕白し放題、同じくバークリフ学院へ入学。兄達と違い繊細で臆病な性格も持ち合わせる。リネットが復職したことが原因で空想上のベビーシッターを作り出したり、赤ちゃんの作り方に興味を持ったりと、リネットを困らせる。マクラスキーさんとも仲良しで一番可愛がられている。成長後もやんちゃな兄達に押されぎみで、出番はあまりない。
ペニー・スカーボ（Penny Scavo）
演：ディラン&ジョーダン・クライン（シーズン1）→ダリエン&キルスティン・ピンカートン（シーズン2〜4）→ケンダル・アップルゲイト（シーズン5〜6）→ダーシー・ローズ・バーンズ（シーズン7〜8）、声：かないみか
末っ子の長女。最初は乳児で、シーズン3で成長してピザを食べた後初めて言葉を喋った。ガブリエルとビクターの結婚式で花嫁の裾持ち役に推されたが、華がないため却下された。男兄弟しかいないことに腹を立てていて、リネットが第6シーズンで妊娠した時は男だったら家出すると言ったことがある。生まれた子が女だったため非常に可愛がっており、学校に連れて行ったことがある。
クレア（Claire）
演：マリア・ソコロフ
敏腕のベビーシッター。独りでの育児に限界を感じたリネットが、その能力を買って他の家庭から引き抜き、息子達もすぐに懐いた。住み込みのため、ある夜偶然にクレアの全裸をトムが見てしまったことから、リネットとの話し合いにより、下心をもった瞬間解雇すると約束したトムによって間もなく解雇されてしまう。
ロドニー・スカーボ（Rodney Scavo）
演：ライアン・オニール、声：野沢那智
トムの父親。長年不倫関係を続けており、妻もトムも了承済み。スカーボ家を訪れたさい愛人を連れ込み、怒ったリネットに追い出される。
アナベル・フォスター（Annabel Foster）
演：メリンダ・マックグロウ、声：佐藤しのぶ
トムの元恋人。トムが自分の会社に雇い入れ、リネットの嫉妬を招く。リネットが二人を引き離そうとした結果、アナベルがトムの上司になってしまう。

#### シーズン2
エド・フェラーラ（Ed Ferrara）
演：カリー・グレアム、声：堀内賢雄
リネットが入社した「パーチャ―&マーフィー」の社長。経営者としては無能。トムの入社後はトムをいじめてリネットを怒らせた。妻フランには頭が上がらない。夫婦のチャットをリネットに代行させた際、フランを怒らせて代行した社員を解雇するよう要求される。会社経営の柱のリネットを切れず、代わりにトムを犯人に仕立て解雇した。
ニーナ・フレッチャー（Nina Fletcher）
演：ジョリー・フィッシャー、声：大西多摩恵
同社の副社長。リネットの直接の上司。生涯独身で社員の家庭は尊重しない主義。部下ステューとの情事をリネットに見られ、弱みを消すべくステューを解雇する。ところがリネットの入れ知恵で、ステューがセクハラを盾に会社に和解金を出させたため、責任を問われ解雇される。後任の副社長にはリネットが着任する。
ステュー（Stu）
演：チャーリー・バブコック
同社の受付係。ニーナの私益のために解雇されたが、ニーナに一矢報いたいリネットの説得を、セクハラ訴訟の勧めと捉えて会社を脅迫、多額の和解金を得る。
ノーラ・ハンティントン（Nora Huntington）
演：キルステン・ウォーレン、声：高乃麗
リネットと知り合う以前、トムが一夜を共にした女性。その時にケーラを授かり、以来11年間育ててきた。ウィステリア通りの近くに娘と引っ越し、スカーボ家に出入りする。トムを誘惑して失敗、逆にリネットにケイラの親権を奪われかける。リネットに抗議に来たところ、スーパーの立てこもり事件に遭遇し射殺される。

#### シーズン3
ケイラ・ハンティントン（Kayla Huntington Scavo）
演：レイチェル・G・フォックス、声：川上とも子→河原木志穂
トムの婚外子。母ノーラの死後は父の家に引き取られる。リネットが母の死を招いたと思っており、事あるごとにリネットを陥れようとする。シーズン4では自分に不信の目を向ける継母リネットを疎ましく思うようになり、リネットに虐待を受けていると嘘の通報をしてリネットを逮捕させた。やがてトムに嘘を見破られ、母方の祖父母の元に引き取られた。
リック・コレッティ（Rick Coletti）
演：ジェイソン・ゲドリック、声：咲野俊介
トムのピッツェリアの新店長。コカイン中毒で四つ星レストランの副料理長を辞めたらしい。料理の才で店とリネットを救う。リネットとは互いに好意を持っており、自分の気持ちを伝えたところ、家庭を捨てられないリネットに拒まれて解雇された。シーズン4ではトムの店の前にイタリア料理店を開くことを決め、妻に手を出されるのを恐れるトムと再び対立する。両親の不和の原因がリックにあると知ったポーターとプレストンによって、開店直前の店を燃やされた。
ステラ・ウィングフィールド（Stella Wingfield）
演：ポリー・バーゲン、声：鈴木弘子
リネットの母親。癌の闘病経験を持ち、腫瘍の見つかったリネットのもとを訪ねる。娘達への体罰や不倫の過去があり、リネットには嫌われている。シーズン4では、病気に苦しむリネットを、マリファナを服用させるなどやや無茶なやり方で支えた。リネットが癌を克服した後に自分を追い出そうとし始め、娘たちが自分を引き取る役目を押しつけ合うのを見て、自らスカーボ家を出て元夫グレンの家に落ち着いた。第5シーズンでも登場し、リネットによって老人ホームに押し込まれたことが判明した。

#### シーズン4
リディア・リンキスト（Lydia Lindquist）
演：サラ・ポールソン、声：坪井木の実
リネットの一番下の妹。情緒不安定でセラピストに依存している。姉たちと同じく母との折り合いが悪く、ステラを押しつけてきたリネットに対抗するため、ルーシーとスカーボ家に乗り込んでステラを引き取るよう迫る。
ルーシー（Lucy）
演：キャリー・プレストン、声：磯西真喜
リネットのすぐ下の妹。夫とは別居中。リディアとともにスカーボ家に乗り込み、ステラを引き取るようリネットに迫る。
グレン・ウィングフィールド（Glen Wingfield）
演：リチャード・チェンバレン、声：佐々木勝彦
ステラの元夫でリネットの継父。実はゲイであり、それが原因でステラと離婚していたが、リネットら娘たちにはそのことは隠されていた。長年パートナーだった男性を亡くしており、一人暮らしの自分の家にステラを引き取る。

### ブリーの関係者

#### シーズン1
レックス・バン・デ・カンプ（Rex Van de Kamp）
演：スティーブン・カルプ、声：内田直哉
オランダ系。ブリーの最初の夫で医師。ブリーの潔癖症を嫌い離婚をしたがったように見えたが、実はSM嗜好のため、性生活に不満があったがブリーに打ち明けられず不満がたまっていっていたものだった。その性癖をバークリフ学園のPTAを取り仕切るメイシーギボンズに求めていたが、事の途中に心臓発作を起こし、のちに通報者がメイシーだったのがブリーにばれると同時に不倫が発覚、離婚を言い渡される。ブリーのことが好きな薬剤師のジョージによって心臓病の治療薬をすり替えられ毒殺される。死後、シーズン6終盤で隠し子がいたことが発覚し、ブリーを追い詰める。
アンドリュー・バン・デ・カンプ（Andrew Van de Kamp）
演：ショーン・パイフロム、声：浪川大輔
ブリーの息子。母親に反抗的で狡猾。学校でも年下をいじめるなどの問題児。離婚する父親と一緒に暮らすことを望むが、拒否されてしまい、荒れて車で走っていたところ、ガブリエルの不倫現場を激写したホワニータを偶然車ではねてしまう。その後、帰りたくないと言っていたブリーの家に飛び帰り、ブリーの機転にて事故をかくしてもらうも、車ではねたことに関してまったく罪悪感がない残忍な面も。父親の浮気を知った時は激怒し、母親の味方となる。ゲイだと告白して以後、これを許容できない母親と軋轢が絶えない。長くホームレスを続けた後、家に戻ってくる。その後は更生し、ビジネスウーマンである母ブリーのマネージャーをしている。
ダニエル・バン・デ・カンプ（Danielle Van de Kamp）
演：ジョイ・ローレン、声：小平有希
ブリーの娘。冷めた性格で皮肉屋。純潔クラブのメンバー。ジョンと一時期交際していた。モデルを目指しており、ジョンと交際していることを知って嫉妬したガブリエルが、NYにある一流のモデルスクールの夏季講習に推薦すると助言。あこがれの学校に行けると有頂天だったが、ブリーに大反対され家を追い出されそうになるが、戻れることを条件にNY行きを断念。マシューとの交際が悲劇に終わった後、乱れた異性関係を繰り返し、ついに親友の恋人オースティンの子を妊娠してしまう。
アルバート・ゴールドファイン（Dr. Albert Goldfine）
演：サム・ロイド、声：佐々木梅治
優秀な結婚カウンセラー。バン・デ・カンプ夫妻やメアリー・アリスを担当する。シーズン2で異常な嫉妬に駆られたジョージに橋から突き落とされ負傷。
メイシー・ギボンズ（Maisy Gibbons）
演：シャロン・ローレンス、声：山崎美貴
近所の主婦。子供同士が同級生のリネットと学芸会の演目『赤ずきん』の内容で対立した。隠れて自宅売春をしており、顧客の一人だったレックスが来訪時に心臓発作を起こして、ブリーの知るところとなった。やがて売春罪で逮捕され顧客情報が流出し、バン・デ・カンプ夫妻はフェアビュー社交界での面目を失う。
ジャスティン（Justin）
演：ライアン・カーンズ、声：小野塚貴志
ゲイの高校生。アンドリューの同性の恋人。ジョンのルームメイトでもあり、自分がゲイか確かめるためガブリエルに迫ったこともある。
ジョージ・ウィリアムズ（George Williams）
演：ロジャー・バート、声：牛山茂
薬剤師。ブリーとデートを重ねるうちに本気で好きになり、次第に異常な執着心を抱くようになる。ブリーにアンティークの銃をプレゼントをしたお礼に射撃の教わっている最中、ブリーにキスしようとするが、ブリーにはねのけられた際、誤って自らの足の指を吹っ飛ばしてしまう。その後、ブリーの嫌がらせデートなどから嫉妬した夫レックスが薬を取りに来た際、医者と薬剤師の立場に関する嫌味まで言われ、レックスの心臓の薬をすり替え、殺害。一旦はブリーとの婚約にこぎ付けるが、レックス殺害が露見し、救いをもとめブリーの前で狂言自殺をはかるが見殺しにされ、結果死亡する。
リー・クレイグ（Lee Craig）
演：テリー・ボーズマン
医師。レックスとマイクの担当医になる。友人レックスの死にブリーが関わっていると思い込み、ブリーが夫殺しを疑われる原因を作った。アイダ・グリーンバーグの甥でもある。
サイクス牧師（Reverend Sykes）
演：ダーキン・マシューズ、声：内田稔
地元の長老派教会の牧師。アンドリューの同性愛を矯正するようブリーにカウンセリングを依頼された。レックスの葬儀、ブリーとオーソンの結婚式で責任者を務めた。

#### シーズン2
フィリス・バン・デ・カンプ（Phyllis Van de Kamp）
演：シャーリー・ナイト、声：玉井碧
レックスの母親。息子が死んで一番悲しいのは自分だ、というように振る舞い、ブリーに悲しませる隙を与えない。シーズン4では、妊娠したダニエルを手なずけて自分の家に引き取り、生まれてくる子供を自分が育てようとするが、ブリーによって阻止される。
バートン刑事（Detective Barton）
演：カート・ファラー、声：小林尚臣
ブリーにレックス殺害容疑をかける。のちにブリーに好意を抱くが拒絶され、腹いせにブリーを飲酒運転で逮捕した。
サム・ボーマニス（Sam Bormanis）
演：ブルース・ジャーコウ
弁護士。独立のための訴訟でアンドリューに雇われる。ブリーはカールを弁護士として雇い対決する。
ピーター・マクミラン（Peter McMillan）
演：リー・タージェセン、声：江原正士
ブリーが通い始めた断酒会の世話役。セックス依存症を患う。
ヘンリー・メイソン（Henry Mason）
演：ロニー・コックス、声：羽佐間道夫
ブリーの父親。判事。ブリーとアンドリューの争いを家庭内で決着させようとする。テレビで見たオランダ人セラピストの心理療法にこだわる。
エレノア・メイソン（Eleanor Mason）
演：キャロル・バーネット
ヘンリーの再婚相手。厳格な女性。ブリーとの仲は良くないものの、その人格形成には大きな影響を与えているらしい。
オーソン・ホッジ（Orson Hodge）
演：カイル・マクラクラン、声：田中秀幸
ブリーの二番目の夫で歯科医。先妻殺しの容疑がかかっている。実はマイクを車ではねて昏睡させた張本人。シーズン6中盤で起きたセスナ事故によって下半身不随になってしまい、車椅子生活を送ることとなる。その後アンドリューの轢き逃げを隠蔽していたことを知り、ブリーの元を去る。最終シーズンでは、ブリーを助けるために再登場し、ブリーを調べている刑事チャックを轢き逃げして殺害した。

#### シーズン3
アルマ・ホッジ（Alma Hodge）
演：ヴァレリー・マハフェイ、声：高島雅羅
オーソンの最初の妻。失踪していたが、実は夫に不倫された仕返しに殺人容疑をかけようと、カナダに身を隠していた。姑グロリアと結託しオーソンに復縁を迫る。
キャロリン・ビグズビー（Carolyn Bigsby）
演：ローリー・メトカーフ、声：宮寺智子
オーソンの隣人。友人アルマの失踪をオーソンによる殺人と吹聴し、ブリーを苛立たせる。夫ハーベイとモニークとの不倫を知り、激昂して夫の経営するスーパーに銃を持って立てこもる事件を起こす。ノーラとリネットを次々に撃った直後、取り押さえられて自らも射殺される。
モニーク・ポリエ（Monique Polier）
演：キャスリーン・ヨーク
客室乗務員。失踪後、歯を全部抜かれた死体として発見される。ハーベイ、オーソンの二人と不倫していた。記憶の無いマイクに殺人容疑がかけられる。
ハーベイ・ビグズビー（Harvey Bigsby）
演：ブライアン・カーウィン
キャロリンの夫でオーソンの友人。スーパーのオーナー。モニークとの不倫をオーソンに明かし、オーソンにそれを聞いたブリーがキャロリンに教えたためスーパーにやって来た妻に命を狙われる。
グロリア・ホッジ（Gloria Hodge）
演：ディクシー・カーター、声：寺田路恵
オーソンの母親。老人ホームで暮らす。他人を支配して思い通り操るのを好む性格で、オーソンとは仲たがいしている。宗教的見地からオーソンとアルマの離別を認めない。本性を隠してブリーに老人ホームから出させた後、アルマを利用しつつ、ブリーを息子から引き離すべく陰謀をめぐらす。最後は脳卒中で全身麻痺となる。

#### シーズン4
ベンジャミン・ホッジ（Benjamin Hodge）
ダニエルとイーディの甥オースティンの子供で、ブリーの孫息子。しかし、ブリーは世間体からオーソンとのあいだに生まれた自分の息子だと偽ることにする。第5シーズン以降は結婚したダニエルと住んでいる。

#### シーズン6
サム・アレン（Sam Allen）
演：サム・ペイジ
ブリーの最初の夫、故レックスの隠し子。アンドリューがカルロスの母親を轢き逃げ、家族ぐるみで隠蔽したことを知っており、それをネタにブリーを脅迫する。結局、アンドリューを守るためにブリーは会社をサムに譲渡する。

#### シーズン7
キース・ワトソン（Keith Watson）
演：ブライアン・オースティン・グリーン、声：東地宏樹
塗装工。ブリーの17歳年下の新恋人。実は昔の恋人との間に子供がいたがそのことは本人は知らなかった。そのことを知ったブリーは隠していたが、最終的に告白したためキースは出て行く。
チャック・バンス（Chuck Vance）
演：ジョナサン・ケイク、声：堀内賢雄
刑事。キースと別れた後、ブリーの新たなロマンスの相手となる。

### ガブリエルの関係者

#### シーズン1
カルロス・ソリス（Carlos Solis）
演：リカルド・アントニオ・チャビラ、声：土師孝也
ガブリエルの最初の夫。実業家。母親想いで、素直。だが、妻には言うことをきかせるため、何でも買い与えるタイプ。ベッド下にあった男物の靴下を見つけたことを機に、ガブリエルの不倫を疑い始める。母親のホワニータを呼び、相談し、協力を得る。仕事仲間のタナカ（海外逃亡中）にはめられ、強制労働の罪で監獄にはいることとなるが、ガブリエルの協力により、電子監視装置つきの自宅軟禁とされる。ただ仕事には復帰できないため、ガブリエルに養ってもらう身に。ガブリエルとの間に子供が欲しいため、ガブリエルが外出中の時に避妊用のピルをすりかえる。カルロスの浮気が発覚後ガブリエルとの離婚。その後はイーディと付き合うが、ガブリエルを忘れられない。
ジョン・ローランド（John Rowland）
演：ジェシー・メトカーフ、声：坂詰貴之
ソリス家で庭師のアルバイトをする高校生。スポーツマンでロマンチスト。ガブリエルと不倫している一方、学校では純潔クラブのメンバーとして活動。探し回って傷ひとつない完璧なバラを探してくるなど、不倫ではあるがガブリエルをとても愛している一面を見せる。ガブリエルと情事後、あわてて帰ったため、ベッドの下に靴下を忘れてしまい、それをカルロスに見つかるが、ガブリエルの機転により助かる。その後も不倫関係は続いたが、破局するが、高校卒業間近になり、大学には行かずに造園業に就職して、ガブリエルを養い結婚しようと思いたち、実家を出て一人暮らしをはじめる。ジョンの両親に説得するよう頼まれて訪れたガブリエルに祖母のリングで求婚するが、『あなたはおもちゃなの』と言われ、撃沈。それ以降は、造園業で成功しホテル会社の社長令嬢と婚約して子供にも恵まれたが、破局してレストランのオーナーになった。
ヤオ・リン（Yao Lin）
演：ルシール・ソーン、声：達依久子
ソリス家のメイド。中国系。家事能力は低い。不倫工作をガブリエルに無理やり手伝わされる。ガブリエルとそりが合わず、ソリス家の財政事情が悪化する中で解雇される。その後化粧品店で働いているガブリエルに偶然出くわし、メイド時代の鬱憤を晴らす。それ以降も、回想シーンで何度か出ている。
アシュリー・ブコウスキ（Ashley Bukowski）
演：エミリー・クリスティーン
ソリス家の隣家の少女。ガブリエルとジョンがキスをしているところを目撃し、「誰にも言わないで欲しい」と頼むガブリエルに新しい自転車をねだり、乗り方を教わる。
ホワニータ"ママ"ソリス（Juanita "Mama" Solis）
演：ルーペ・オンティヴェロス、声：片岡富枝
カルロスの母親。ギャンブル依存症。ガブリエルに連れて行かれたカニ料理屋さんの隣のカジノで大負けしてカルロスのカード限度額1万5千ドルめいっぱい大負けする。事前にガブリエルの不倫の予定を知り、カルロスのパーティーより不倫現場をおさえるため、こっそり帰宅する。案の定、ガブリエルとジョンが寝室におり、激写したカメラを持って逃げているところを、偶然にも父親のところから追い出されて帰ってきたブリーの息子、アンドリューによって轢き逃げされ、昏睡状態になる。5ヶ月間後病院で覚醒し、意識が朦朧としたまま嫁の不倫を息子に伝えようとするが階段から転落死。病院が監視ミスを理由に160万ドルの見舞金を支払い、傾いたソリス家の財政事情を救うことになる。シーズン4終盤の5年経過後に生まれていたカルロスとガブリエルの娘の一人がホアニータの名前をもらっていて、カルロスが名前の由来を第7シーズンで語った。
クローリー神父（Father Crowley）
演：ジェフ・デューセット、声：村松康雄
地元のカトリック教会の神父。ガブリエルに様々な助言をするが、彼女が素直に聞き入れることはほとんどない。シーズン2ではシャオ・メイを帰国までソリス家で預かるよう依頼し、彼女がソリス夫妻に雇われる機縁となる。
ヘレン・ローランド（Helen Rowland）
演：キャスリン・ハロルド、声：野沢由香里
ジョン・ローランドの母親。ジョンが人妻と不倫していると知り、その相手をスーザンと間違えチャリティーファッションショーでスーザンのドレスを引きちぎる。その後、スーザンがガブリエルに対し怒りをあらわにし、ガブリエルから直接自分が息子の愛人だと告白を受ける。養子斡旋所で働いており、シーズン2では、斡旋所を訪れたソリス夫妻が養子を貰えないように手を回して仕返しをする。

#### シーズン2
ラルフ（Ralph）
演：アレハンドロ・パティノ
ソリス家の新しい庭師。ガブリエルのモデル時代の恥ずかしい写真をネットで発見する。カルロスの代わりにボランティアに参加した際、交通事故で死亡してしまう。
デビット・ブラッドリー（David Bradley）
演：エイドリアン・パスダー、声：目黒光祐
敏腕弁護士で大の女好き。カルロスの差別犯罪の容疑を晴らすよう依頼される。狙撃されて負傷した際、見舞いに来たガブリエルに恋してしまい…
バーン（Vern）
演：アレック・マパ、声：岩崎ひろし
ゲイのスタイリスト。ガブリエルの親友。シーズン3でミスコン出場者のコンサルタント事業を始め、離婚したガブリエルに協力を頼む。
シスター・メアリー・バーナード（Sister Mary Bernard）
演：メリンダ・ペイジ・ハミルトン、声：平栗あつみ
クローリー神父の教会に所属するブロンドの修道女。獄中のカルロスを支え仮釈放を助けたことで、カルロスの厚い信頼を得る。カルロスの更生にはガブリエルが障害になると考え、彼女と激しく対立する。カルロスに離婚を勧めるなど過激な手段に出たため、怒ったガブリエルの報復でアラスカに転属となる。
シャオ・メイ（Xiao-Mei）
演：グウェンドリン・ヨー、声：魏涼子
ソリス家の新しいメイド。中国人。不法入国し強制労働に従事していたところ救出され、高い家事能力を買ったガブリエルに雇われる。不法滞在の抜け穴としてソリス夫妻の子供の代理母を務めるが、カルロスを寝取ってしまう。実は病院の受精卵取り違えのミスがあり、お腹の子はソリス夫妻の子でないアフリカ系の赤ん坊だった。それ以降はどうなったかの説明はない。
ルシア・マルケス（Lucia Marquez）
演：マリア・コンチータ・アロンソ、声：藤生聖子
ガブリエルの母親。4度の離婚歴がある。パトロンに捨てられ娘夫婦のもとを訪れる。子どもを産むのが難しいガブリエルに代わり、代理母になると申し出る。
ユージーン・ビール（Eugene Beale）
演：ジョン・カペロス
弁護士。副業で個人的に養子を斡旋しており、大金を積んだソリス夫妻にリビーを紹介する。リリーの親権をめぐる裁判でも夫妻の弁護を担当する。
リビー・コリンズ（Libby Collins）
演：ニコール・ヒルツ
ストリップクラブで働くポールダンサー。リリーの実母。見かけによらず狡賢く、お腹の子を利用して引き取り手のソリス夫妻から多額の謝礼を引き出す。恋人の就職を機に家庭をつくろうと考えを変え、リリーを取り戻しにやって来る。
フランク・ヘルム（Frank Helm）
演：エディ・マクリントック
リビーの恋人。ストリップクラブの従業員。リリーの実父が自分の弟と知り、リビーとやり直すためにリリーを取り戻そうとする。
リリー（Lily Collins）
演：フェイス&ホープ・デバー
ソリス夫妻の養女。名前はガブリエルの祖母にちなむ。ガブリエルも大変可愛がっていたが、実母リビーに返して欲しいと訴えられ、泣く泣く返すことに。

#### シーズン3
ビル・ピアース（Bill Pearce）
演：マーク・デックリン、声：小山力也
ガブリエルが手伝っていた美少女モデルのレッスンに通うエイミーの父親。ガブリエルの趣味に合わないピクニックやボランティアをデートに選ぶ。ガブリエルのカルロスへの未練に気づき別れる。
ビクター・ラング（Victor Lang）
演：ジョン・スラッテリー、声：田原アルノ
ガブリエルの二番目の夫。フェアビューの市長。選挙戦中にガブリエルと出会い交際に発展。この関係がスキャンダルとして取り沙汰されたが、ガブリエルの機転で支持率を回復、当選。婚約者を乱暴に扱った警官を暴行させるなど、影の側面も垣間見える。ガブリエルとの結婚にはラテン票の獲得という政治的な目論見が存在する。フェアビューに来たハリケーン被害に巻き込まれて死亡してしまう。
ミルトン・ラング（Milton Lang）
演：マイク・ファレル、声：納谷六朗
ビクターの父親。8000万ドルの資産をもつ大富豪。息子の政治家としての成功に期待し、州知事選や大統領選をも視野に入れている。

#### シーズン4
エリー・レオナード（Ellie Leonard）
演：ジャスティン・ベイトマン、声：葛城七穂
ソリス家の間借り人。ガブリエルやカルロスの良い友人となった。実は麻薬の密売人であり、警察に捕まりそうになったところ、ガブリエルに助けられて難を逃れた。しかしソリス家に置き忘れた大金を取り戻すためソリス邸に再び現れ、金を渡すのを拒むガブリエルから金を奪い取るのに失敗する。警察から逃げるためキャサリンの家に侵入したが、そこでキャサリンを殺そうとしていたウェインに撃ち殺された。
ホワニータ・ソリス（Juanita Solis）
演：マディソン・デ・ラ・ガーザ、声：松久保いほ
ガブリエルとカルロスの娘。シーズン4終盤の5年経過後に生まれている。非常に太った体型をしており、食べるのが大好きである。妹のセリアと一緒に母ガブリエルのドレスや化粧品を使って遊び、よく叱られている。スーザンの息子のMJを苛めていた時期があった。シーズン6からは、MJと同じ学校に入学することとなる。風貌が母親と似ていないことを気にしており、シーズン7ではホワニータの出生に関する衝撃の事実が明かされる。
セリア・ソリス（Celia Solis）
演：ダニエラ・バルトディノ、声：中司ゆう花
ガブリエルとカルロスのもうひとりの娘。シーズン4終盤の5年経過後に生まれている。姉ホワニータと同じく、太った体型をしていて食べるのが好きである。第6シーズンではセスナ事故に巻き込まれそうになるが、リネットに助けられる。

### イーディの関係者

#### シーズン3
オースティン・マカン（Austin McCann）
演：ジョシュ・ヘンダーソン、声：勝杏里
イーディの甥。少年院に入ったことがある不良少年。立てこもり事件を機にジュリーと交際を始めるが、当初ジュリーには体を許してもらえず、ダニエルと関係を持つようになる。ダニエルの妊娠が判明したため、ジュリーと別れてフェアビューを去ることになる、当初はジュリーと別れることも去ることも嫌がっていたがアンドリューから「お前はジュリーにふさわしい男じゃない」と諭され別れる決意をする。
トラバース・マクレイン（Travers McLain）
演：ジェイク・チェリー
イーディの息子。父親と暮らす。イーディーとは年に数回しか会わない約束事になっている。母の家に滞在中、子供好きのカルロスと仲良くなったことが母とカルロスとの交際の契機になる。第5シーズンで再登場し、高校生になっていて寮生活をしている。その際イーディの真意をマクラスキーから知らされる。
チャールズ・マクレイン（Charles McLain）
演：グレッグ・イヴィガン
イーディの最初の夫。トラバースの父親で息子の単独親権を持っている。国境なき医師団に参加するため息子をイーディに1か月預けた。

#### シーズン5
デーブ・ウィリアムズ
演：ニール・マクドノー、声：大川透
イーディの新しい夫。ウィステリア通りに引っ越してきたのも彼の提案。実はスーザンが交通事故によって死なせた親子の遺族であり、表向きはマイクがしたことになっているため、マイクに復讐しようとする。その後、スーザンの運転ミスだと知りスーザンに復讐しようとするが、思いとどまって精神病院に入ることとなる。

### キャサリンの関係者

#### シーズン4
アダム・メイフィア（Adam Mayfair）
演：ネイサン・フィリオン、声：加門良
産婦人科医。キャサリンの再婚相手で、一緒にウィステリア通りに越してきた。体調のよくないスーザンの診察をし、スーザンの妊娠を発見した。第4シーズンの途中でキャサリンと別居し、終盤にウェインに拉致監禁されるが、その後キャサリンを助けに戻ってきてウェインから銃を奪って形勢を逆転する。第5シーズン以降はキャサリンと離婚したため、出てこない。
ディラン・メイフィア（Dylan Mayfair）
演：リンジー・フォンセカ、声：花村さやか
キャサリンの娘で連れ子。以前は実の父・ウェインと家族3人でウィステリア通りに暮らしていたため、ジュリーとは仲良しなのだが、ジュリーと共有しているはずの当時の記憶が一切ないと言う。改めて仲良くする一方でジュリーは、「あれはディランじゃない」と確信を持つ。実は本当のディランは幼少期に睡眠中に本棚が倒れる事故にあって死亡しており、その後山中に遺体を埋め、施設からよく似た子を連れてきていた。第5シーズン以降はキャサリンとは離れて暮らしており、結婚していて子育てをしている。第6シーズンにキャサリンが精神に異常をきたした時、再登場する。その際、キャサリンからはマイクと結婚したと嘘を知らされており、スーザンによって真相を知ることとなる。
リリアン・シムズ（Lillian Simms）
演：エレン・ギア
キャサリンの伯母。マイクが借りて住んでいた家の持ち主で、シーズン3では借主をマイクから引き継いだカルロスの悪い噂をイーディから吹き込まれ、カルロスを追い出した。シーズン4では死期が迫り、キャサリン一家が新たに住人となった自分の家に引き取られる。ディランに関することでキャサリンと秘密を守っており、それをディランに打ち明けようとするが、キャサリンに阻まれた。真相を書いたメモを残して死ぬ。
シルビア・グリーン（Sylvia Greene）
演：メローラ・ウォルターズ、声：安藤麻吹
シカゴに暮らしていた頃のアダムの患者。アダムに病的に執着し、アダムを猥褻罪で訴えて和解金を支払わせた。アダムを追ってフェアビューに現れたが、竜巻に巻き込まれて死亡した。
ウェイン・デイヴィス（Wayne Davis）
演：ゲイリー・コール
キャサリンの最初の夫でディランの実父。実はとんでもないDV男で、キャサリンが以前姿をくらましたのはこの男のDVから逃れるためである。フェアビューの警官であり、組織内では仲間意識があるためキャサリンの告発も無意味だった。ディランのDNA鑑定の結果自分と一致せず、真相を知るためにアダムを拉致監禁して暴行を加えた後、自宅にいるキャサリンを襲い、自分が会ったディランは実は別人であると知ると激怒しキャサリンを殺害しようとするが、アダムが助けに来たため失敗に終わり、最後はキャサリンに撃たれて死亡してしまう。

#### シーズン6
ロビン・ギャラガー（Robin Gallagher）
演：ジュリー・ベンツ、声：藤本喜久子
カールが経営していたストリップクラブで働くストリッパー。レズビアン。スーザンの助言によりストリッパーを辞め、しばらくスーザンの家に居候する。その後、キャサリンと同居をはじめ同性の恋人となり、二人でヨーロッパに行ってしまいフェアビューから去る。

### メアリー・アリスの関係者
ポール・ヤング（Paul Young）
演：マーク・モーゼス、声：大塚芳忠
メアリー・アリスの夫。投資家。妻の自殺をきっかけに、夫婦で隠していた秘密を葬ろうとする。メアリーアリスの死後、たまたま遺品整理の時にスーザンたちにより脅迫状が見つけられ、告げられる。その脅迫状を出した犯人を捜そうと探偵を雇う。当初ポールの家を売る手伝いをしている不動産屋のイーディーがたまたま訪れた際に忘れた書類により、イーディーを疑うが、犯人はマーサ・フーバーだと知り殺害する。第2シーズン最後でフェリシアの罠にはまり刑務所に入ることとなり、第3シーズンではザックに助けてもらおうとするが、ザックに見捨てられる。その後は出てこず、第6シーズンのラストシーンでフェリシア殺害の冤罪を晴らせたため再登場し、リーを通じてスーザンが貸した家に住むことになるが、スーザンは借りたのがポールだと知らなかった。自分を見捨てたウィステリア通りの人間を恨んでいるため復讐しようと企んでおり、スーザン達と対立するが、最終的には和解してマーサ殺害の件で自首した。
ザック・ヤング（Zachary "Zach" Young）
演：コーディ・カッシュ、声：内埜則之→石井揮之
メアリー・アリスの息子。母の死で精神的に不安定になり、死後の母親への配慮がかけていると父親に対する対応がとてもきつくなる。ポールを殴るなどから、手に負えなくなり精神病院へ入院させられるが、精神治療をポールより拒否され、投薬治療のみを行う。心優しいジュリーに恋するが、スーザンにジュリーとのキス現場を見られて以来、スーザンからは特に大反対されている。スーザンとの口論の末、机をぶつけるなどの暴行を加えたことで、さらにスーザンからは認めてもらえない立場となる。シーズン2の終盤にて大富豪である祖父の遺産を相続、世界でも有数の高額所得者となる。シーズン3では、その資産をバックにガブリエルと付き合おうとするも失敗する。その後は出てこず、第7シーズンで再登場しポール狙撃の犯人であることが明らかになるが、祖父から受け継いだ財産は無茶苦茶な散財によってすっかり使い果たしてしまっていて、屋敷を差し押さえられるほどにまでに落ちており、安モーテルに住んでいる。薬に溺れている事も判明し、マイクとポールによって更生施設に入ることになる。

### その他の人物
ベティ・アップルワイト（Betty Applewhite）
演：アルフレ・ウッダード、声：山像かおり
ピアニスト。シーズン1終盤、夜中にこそこそと4351番地に引っ越してきた。息子マシューと暮らしている。地下にもう一人の息子を監禁しているらしい。
マシュー・アップルワイト（Matthew Applewhite）
演：メカッド・ブルックス、声：竹田雅則
ベティの次男。ダニエルと恋仲になるが、ケイレブのこともあってベティとブリーから激しい反対に遭う。ケイレブの存在を疎ましく感じている。実は殺人を犯したのはケイレブではなく彼である。
ケイレブ・アップルワイト（Caleb Applewhite）
演：ページ・ケネディ→ナショーン・キヤース、声：白熊寛嗣
ベティの長男。知的障害があり、殺人を犯したとされて地下に監禁されている。弟の恋人ダニエルを好きになる。
マーサ・フーバー（Martha Huber）
演：クリスティーン・エスタブルック、声：小宮和枝
ウィステリア通り4350番地の住人。近所のいろんなことに首をつっこみたがり、噂好き。ブリーの庭に嫉妬し、たまたま倒れたご近所さんをわざとブリーのアジサイの上に放り捨てる。夫の死後、年金が雀の涙のような額だったため生活に困っている。イーディの親友で、焼け出された彼女を一時的に住まわせていた。スーザンがイーディの家を燃やしたのに気づき、脅迫しようとして失敗。実はメアリー・アリスを金目当てで脅迫していた張本人で、それを知ったポールに殺される。
フェリシア・ティルマン（Felicia Tilman）
演：ハリエット・サンソム・ハリス、声：駒塚由衣
マーサの姉。マーサの死後ウィステリア通りへ越してくる。無気味な雰囲気を漂わせる。第二シーズン最終回で自らの指を切り落としポールを罠にはめ殺人犯にしたてその後は姿を消すが、第7シーズンで些細なミスで生きていることが判明し、冤罪を仕組んだため刑務所に入ることとなる。実はポールの再婚相手のベスはフェリシアの娘で、ベスを使って刑務所からポールに復讐しようとする。ベスの死後は出所してポールに復讐しようとするが、失敗して逃亡中に交通事故に遭う。
アイダ・グリーンバーグ（Ida Greenberg）
演：パット・クロフォード・ブラウン、声：瀬畑奈津子
ウィステリア通り4347番地の住人。アルコール依存症。ハリケーンで亡くなる。
カレン・マクラスキー（Karen McCluskey）
演：キャスリン・ジューステン、声：谷育子
スカーボ家の斜向かいに住む未亡人。毒舌家。近所にいつも目を配っている。リネットとは犬猿の仲だったが徐々に友情が芽生え、シーズン2からはベビーシッターとしてスカーボ家に出入りするようになる。シーズン8では、本編中最大の役目を果たした後、希望通り自宅にてロイに看取られ、ストーリーと共に人生の幕を下ろす。
ロイ・ベンダー（Roy Bender）
演：オーソン・ビーン、声：中博史
シーズン6から登場する、昔気質な老人。マクラスキーの再婚相手。年金暮らし。女好きな一面もあり、スーザンに無理やりキスして怒らせたこともある。
ルース・アン・ハイゼル（Ruth Ann Heisel）
演：ダグニー・カー
看護師。夜勤を怠けてカルロスの母ホワニータの意識回復を見逃すミスを犯した。また医師のロンにスーザンが既婚者だと話してしまう。実は看護師資格を持っていない。
エドウィン・マリンズ（Edwin Mullins）
演：チェイン・ウィルバー
ウィステリア通り4351番地の住人。剥製師。たくさんの剥製を家に飾りペットとして大切にしている。物騒な事件が次々と起こるウィステリア通りの道徳的退廃を恐れるようになり、妻と一緒に引っ越していくが、隣人は誰も気付かなかった（シーズン1終盤）。
アート・シェパード（Arthur "Art" Shepherd）
演：マット・ロス、声：井上倫宏
水泳インストラクター。シーズン3序盤に4352番地に越してくる。立てこもり事件でリネットの命を救って感謝されるが、その後幼児性愛者だとリネットに悟られる。変質者という評判が広まって迫害され始め、家の前での抗議行動が発生。このショックで妹が急死、町を去るに当たり、リネットに自らの幼児性愛を認めた。
レベッカ・シェパード（Rebecca Shepherd）
演：ジェニファー・ダンダス
アートの妹。難病を抱え、車椅子で生活している。兄の汚名を無実と信じ、リネットに抗議する。家の前で起きた抗議行動のストレスで発作を起こし急死した。
ボブ・ハンター（Bob Hunter）
演：タック・ワトキンス、声：大西健晴
シーズン4序盤で登場する、同性愛者の男性。弁護士。「都会はゴミゴミしている」のと白い目を避けるために恋人・リーと共に越してきた。生活費やペースなどの実質上の主権は彼が握っている。スーザンの隣の家に越してきて、いきなり悪趣味なオブジェを設置して町内会で問題になるなど、かなりのトラブルメーカー。シーズン4終盤でリーと誓約式を挙げ、法律上のパートナーとなった。意外にも趣味はスポーツ観戦で、カルロスと気が合う。
リー・マクダーモット（Lee McDermott）
演：ケヴィン・ラーム、声：桐本琢也
ボブのパートナー。ボブを愛してはいるが、何かと強く言ってくる彼に逆らえず、少し無理して我慢している節がある。シーズン4終盤でボブと誓約式を挙げた。シーズン6以降は不動産業に就いている。舞台マニア。レネと仲が良い。養女のジェニーを溺愛している。
イーライ・スクラッグス（Eli Scruggs）
演：ボー・ブリッジス、声：樋浦勉
第5シーズンの13話のみに登場。便利屋として長年ウィステリア通りの人々に頼りにされてきたが、引退するその日に心臓発作で急逝。スーザンたちは各々に彼を偲ぶ。
ベス・ヤング（Beth Young）
演：エミリー・バーグル、声：安藤麻吹
シーズン7に登場する、ポールの新妻。実はフェリシアの娘であり、母親の復讐のために結婚したが、新婚生活を送るなかでポールに惹かれてゆく。しかし、些細なことでポールにフェリシアの娘だと知られてしまい…。

## 日本での放映
デスパレートな妻たち
- 2005年9月28日 - 2006年3月1日（NHK-BS2/全23話）
- 2006年9月11日 - 2006年9月28日（NHK-BS2）
- 2007年4月14日 - 2007年9月29日（NHK総合）
- 2007年10月 - 毎週土曜日12時から24時間限定配信（GyaO）※各話のダイジェスト版は無期限
- 2008年3月1日 - （LaLa TV）
- 2008年10月13日 - （LaLa TV）
- 2009年11月2日 - （LaLa TV）
- 2011年8月31日 - （Hulu）
- 2012年3月19日 - 2012年8月20日（Dlife[11]）

デスパレートな妻たち2
- 2006年10月4日 - 2007年3月21日（NHK-BS2/全24話）
- 2007年9月3日 - 2007年9月24日（NHK-BS2）
- 2008年4月6日 - 2008年10月11日（NHK総合）
- 2009年6月12日 - 2009年7月14日（LaLa TV）
- 2009年8月21日 - （LaLa TV）
- 2011年8月31日 - （hulu）
- 2012年8月27日 - 2013年2月4日（Dlife[11]）
- 2013年3月28日 - （Dlife）

デスパレートな妻たち3
- 2007年10月3日 - 2008年3月13日（NHK-BS2/全23話）
- 2011年8月31日 - （hulu）
- 2013年2月11日 - （Dlife[12]）

デスパレートな妻たち4
- 2009年4月8日 - 2009年7月29日（NHK-BS2/全17話）
- 2011年8月31日 - （hulu）

デスパレートな妻たち5
- 2010年4月7日 - 2010年9月29日（NHK-BS2/全24話）
- 2011年8月31日 - （hulu）

デスパレートな妻たち6
- 2011年4月8日 - 2011年9月23日（NHK BSプレミアム/全23話）
- 2012年10月1日 - 2013年3月11日（NHK BSプレミアム）

デスパレートな妻たち7
- 2012年4月6日 - 2012年9月7日（NHK BSプレミアム/全23話）

デスパレートな妻たち8
- 2013年4月4日 - （NHK BSプレミアム/全23話）

## リリース

### DVD
シーズン1
- 2006年10月4日 デスパレートな妻たち シーズン1 COMPLETE BOX（全12枚組）
- DVDレンタル開始日
  - 2006年8月23日　vol.1～3（第1話～第6話）
  - 2006年9月6日　vol.4～6（第7話～第12話）
  - 2006年9月21日　vol.7～9（第13話～第18話）
  - 2006年10月4日　vol.10～11（第19話～第23話）

シーズン2
- 2007年6月6日 デスパレートな妻たち シーズン2 COMPLETE BOX（全13枚組）
- DVDレンタル開始日
  - 2007年4月18日　vol.1～3（第1話～第6話）
  - 2007年5月2日　vol.4～6（第7話～第12話）
  - 2007年5月23日　vol.7～9（第13話～第18話）
  - 2007年6月6日　vol.10～12（第19話～第24話）

シーズン3
- 2008年5月2日 デスパレートな妻たち シーズン3 COMPLETE BOX（全12枚組）
- DVDレンタル開始日
  - 2008年3月19日　vol.1～3（第1話～第7話）
  - 2008年4月2日　vol.4～6（第8話～第13話）
  - 2008年4月23日　vol.7～9（第14話～第19話）
  - 2008年5月2日　vol.10～11（第20話～第23話）

シーズン4
- 2009年10月21日 デスパレートな妻たち シーズン4 COMPLETE BOX（全9枚組）
- DVDレンタル開始日
  - 2009年9月16日　vol.1～3（第1話～第7話）
  - 2009年10月7日　vol.4～6（第8話～第13話）
  - 2009年10月21日　vol.7～8（第14話～第17話）

シーズン5
- 2010年12月22日 デスパレートな妻たち シーズン5 COMPLETE BOX（全13枚組）
- DVDレンタル開始日
  - 2010年9月3日　vol.1～3（第1話～第6話）
  - 2010年10月6日　vol.4～6（第7話～第12話）
  - 2010年11月17日　vol.7～9（第13話～第18話）
  - 2010年12月22日　vol.10～12（第19話～第24話）

シーズン6
- 2012年2月22日 デスパレートな妻たち シーズン6 COMPLETE BOX（全12枚組）
- DVDレンタル開始日
  - 2012年1月18日　vol.1～4（第1話～第9話）
  - 2012年2月8日　vol.5～8（第10話～第17話）
  - 2012年2月22日　vol.9～11（第18話～第23話）

シーズン7
- 2013年2月20日 デスパレートな妻たち シーズン7 COMPLETE BOX（全12枚組）
- DVDレンタル開始日
  - 2013年1月23日　vol.1～4（第1話～第9話）
  - 2013年2月6日　vol.5～8（第10話～第17話）
  - 2013年2月20日　vol.9～11（第18話～第23話）

シーズン8
- 2014年2月19日 デスパレートな妻たち ファイナル・シーズン COMPLETE BOX（全12枚組）
- DVDレンタル開始日
  - 2014年1月15日　vol.1～4（第1話～第8話）
  - 2014年2月5日　vol.5～8（第9話～第16話）
  - 2014年2月19日　vol.9～11（第17話～第23話）

### CD
2005年9月25日に発売。タイトルは「Music from and Inspired by Desperate Housewives」。ただし、実際に劇中で使われていた曲が収録されているというわけではない（タイトルもInspiredとある）。ダニー・エルフマンによるテーマ曲は収録されている。曲の合間に、主要キャラクターの語りが収録される構成となっている。
日本版は2006年9月6日に「デスパレートな妻たち ORIGINAL SOUNDTRACK」として発売。日本版のボーナストラックとして、Rinka（梨花）の「XXX（Millions Kisses）」が最後に収録されている。

### 書籍
- 2006年2月25日 デスパレートな妻たち オフィシャル・ガイド (NHK出版)

### ゲーム
ゲームロフト シネマにて公式アプリゲームが発売されている。対応機種には限りがある。